# Eleccions generals de Puerto Rico de 2016
Les eleccions generals de Puerto Rico de 2016 es van celebrar el dimarts 8 de novembre de 2016 per elegir governador, senadors i comissionat resident en el periode gener de 2017 fins a gener de 2021. Ricardo Rosselló Nevares va ser elegit governador de Puerto Rico amb el percentatge més baix de vots des de 1968. Les eleccions també van provocar una caiguda històrica del 23% en la participació de la història porto-riquenya. Rossello va complir un mandat de dos anys, havent de dimitir després de protestes històriques arran de l'escàndol de Telegramgate. Wanda Vázquez Garced va succeir a Rossello.

## Resultats

### Governador
| Candidat                        | Partit                               | Vots      | %     |
| ------------------------------- | ------------------------------------ | --------- | ----- |
| Ricardo Rosselló                | Partit Nou Progressista              | 660.510   | 41,80 |
| David Bernier                   | Partit Popular Democràtic            | 614.190   | 38,87 |
| Alexandra Lúgaro                | Independent                          | 175.831   | 11,13 |
| Manuel Cidre                    | Independent                          | 90.494    | 5,73  |
| María de Lourdes Santiago       | Partit Independentista Porto-riqueny | 33.729    | 2,13  |
| Rafael Bernabe Riefkohl         | Partit del Poble Treballador         | 5,430     | 0.34  |
| Invalid/vots en blanc           | Invalid/vots en blanc                | 9,807     | –     |
| Total                           | Total                                | 1.589.991 | 100   |
| Votants registrats/participació | Votants registrats/participació      | 2.867.557 | 55,45 |
| Font: CEEPUR                    |                                      |           |       |

El candidats del Partit Nou Progressista (PNP)  Ricardo Rosselló va guanyar al candidat del  Partit Popular Democràtic (PPD) David Bernier obtenint 41,76% dels vots contra un 38.m92% de Bernier. El més destacable dels dos candidats independents - Alexandra Lúgaro i Manuel Cidre - fou que van aconseguir arribar en tercer i quart lloc amb un 11,12% i un 5,73% respectivament. La candidata del Partit Independentsita Porto-riqueny (PIP), María Lourdes Santiago Negrón, va aconseguir un 2,13% dels vots.

### Senat
Resum de les eleccions al Senat del 8 de novembre de 2016
| Partits      | Partits                                    | Districte | Districte | Districte | Acumulat  | Acumulat | Acumulat | Total seients | Composició |
| Partits      | Partits                                    | Vots      | %         | Seients   | Vots      | %        | Seients  | Total seients | Composició |
| ------------ | ------------------------------------------ | --------- | --------- | --------- | --------- | -------- | -------- | ------------- | ---------- |
|              | Partit Nou Progressista (PNP)              | 1.440.050 | 50,4      | 15        | 664.553   | 45,3     | 6        | 21            | 21 / 30    |
|              | Partit Popular Democràtic (PPD)            | 1.210.903 | 42,4      | 1         | 503.630   | 34,3     | 6        | 7             | 7 / 30     |
|              | Partit Independentista Porto-riqueny (PIP) | 150.904   | 5,3       | 0         | 130.583   | 8,9      | 1        | 1             | 1 / 30     |
|              | Partit del Poble Treballador (PPT)         | 53.335    | 1,9       | 0         | 9.957     | 0,7      | 0        | 0             | 0 / 30     |
|              | Independents                               | 0         | 0.0       | 0         | 157.788   | 10,8     | 1        | 1             | 1 / 30     |
| Total        | Total                                      | 2.855.192 | 100,0     | 16        | 1.466.511 | 100,0    | 14       | 30            |            |
| Font: CEEPUR |                                            |           |           |           |           |          |          |               |            |

### Cambra de Representants
Resum de les eleccions a la Cambra de Representants de Puerto Rico del 8 de novembre de 2016
| Partits      | Partits                                    | Districte | Districte | Districte | Per acumulació | Per acumulació | Per acumulació | Total seients | Composició |
| Partits      | Partits                                    | Vots      | %         | Seients   | Vots           | %              | Seients        | Total seients | Composició |
| ------------ | ------------------------------------------ | --------- | --------- | --------- | -------------- | -------------- | -------------- | ------------- | ---------- |
|              | Partit Nou Progressista (PNP)              | 750,840   | 50.3      | 28        | 705,753        | 48.6           | 6              | 34            | 34 / 51    |
|              | Partit Popular Democràtic (PPD)            | 644,316   | 43.2      | 12        | 605,887        | 41.7           | 4              | 16            | 16 / 51    |
|              | Partit Independentista Porto-riqueny (PIP) | 71,442    | 4.8       | 0         | 121,066        | 8.3            | 1              | 1             | 1 / 51     |
|              | Partit del Poble Treballador (PPT)         | 22.169    | 1,5       | 0         | 19.537         | 1,3            | 0              | 0             | 0 / 51     |
|              | Independents                               | 3.697     | 0,2       | 0         | 0              | 0              | 0              | 0             | 0 / 51     |
| Total        | Total                                      | 1.492.464 | 100,0     | 40        | 1.452.243      | 100,0          | 11             | 51            |            |
| Font: CEEPUR |                                            |           |           |           |                |                |                |               |            |

### Comissionat Resident
| Candidat                        | Partig                               | Vots      | %     |
| ------------------------------- | ------------------------------------ | --------- | ----- |
| Jenniffer González              | Partit Nou Progressista              | 713.605   | 48,77 |
| Héctor Ferrer                   | Partit Popular Democràtic            | 691.419   | 47,25 |
| Hugo Rodríguez                  | Partit Independentista Porto-riqueny | 39.395    | 2,69  |
| Mariana Nogales                 | Partit del Poble Treballador         | 18.871    | 1,29  |
| Invalids/vots en blanc          | Invalids/vots en blanc               | 116.359   | –     |
| Total                           | Total                                | 1.579.649 | 100   |
| Votants registrats/participació | Votants registrats/participació      | 2.867.557 | 55,08 |
| Font: CEEPUR                    |                                      |           |       |

### Alcaldies
| PPD          | PNP | PIP | PPT | Total |
| 45           | 33  | 0   | 0   | 78    |
| Font: CEEPUR |     |     |     |       |

Tot i perdre la major part del senat i de la cambra, el Partit Popular Democràtic (PPD) va aconseguir guanyar la majoria de les eleccions d'alcaldia a l'illa, amb un total de 45 de 78 municipis. El Partit Nou Progressista (PNP) va guanyar 33 municipis.